# Serra de Galdent
La serra de Galdent és una cadena de muntanyes del massís de Randa que està situada entre els termes municipals de Llucmajor i d'Algaida. Els accidents més destacats són el puig de Galdent o puig de Son Roig al ponent, el puig d'en Claret situat al centre i el puig de ses Bruixes al llevant.
La serra pren el nom de la possessió llucmajorera de Galdent. Altres possessions de la contrada són Son Santet, Son Saleta, can Rectoria, Son Seguí, Son Roig, Son Miquel Joan i cas Forner.
Hi ha diverses coves als dos vessants de la muntanya. A la part d'Algaida hom hi troba la cova Negra. A la banda llucmajorera hi ha diverses cavitats, algunes foren usades per bandolers com en Durí, actualment s'hi ha instal·lat un restaurant. També va existir una explotació de pedreres de marès iniciada a l'edat mitjana i els recursos extrets s'aprofitaren per construir edificis religiosos i civils.